# Prototype 2
Prototype 2 is een computerspel ontwikkeld door Radical Entertainment en uitgegeven door Activision voor Windows, PlayStation 3, PlayStation 4, Xbox 360 en Xbox One. Het actie-avonturenspel is uitgekomen op 24 april 2012.

## Plot
James Heller krijgt de opdracht om het kwaadaardige Blacklight-virus te vernietigen. Hij komt oog in oog te staan met de protagonist uit het eerste spel, Alex Mercer. Heller zag hoe zijn familie werd uitgeroeid doordat Mercer het virus wist laten te ontsnappen. Nu zint Heller op wraak.

## Gameplay
Prototype 2 is een openwereldspel. Er is een verhaallijn die de speler op elk moment kan volgen, maar hij kan er ook voor kiezen om een van de zijmissies in de stad aan te gaan en het hoofdverhaal te negeren.
James Heller kan van gedaante veranderen en zo de identiteit van anderen aannemen, inclusief hun herinneringen. Heller bezit bovenmenselijke krachten en gebruikt wapens om zijn tegenstanders te doden, maar hij kan ze ook besluipen.

## Ontvangst
Prototype 2 ontving overwegend positieve recensies. Men prees de gameplay met bevredigende gevechten. Kritiek was er op het matige wraakverhaal.
Op aggregatiewebsite Metacritic heeft het spel verzamelde scores van 76% (PC), 79% (PS3) en 74% (X360).